# Опыление

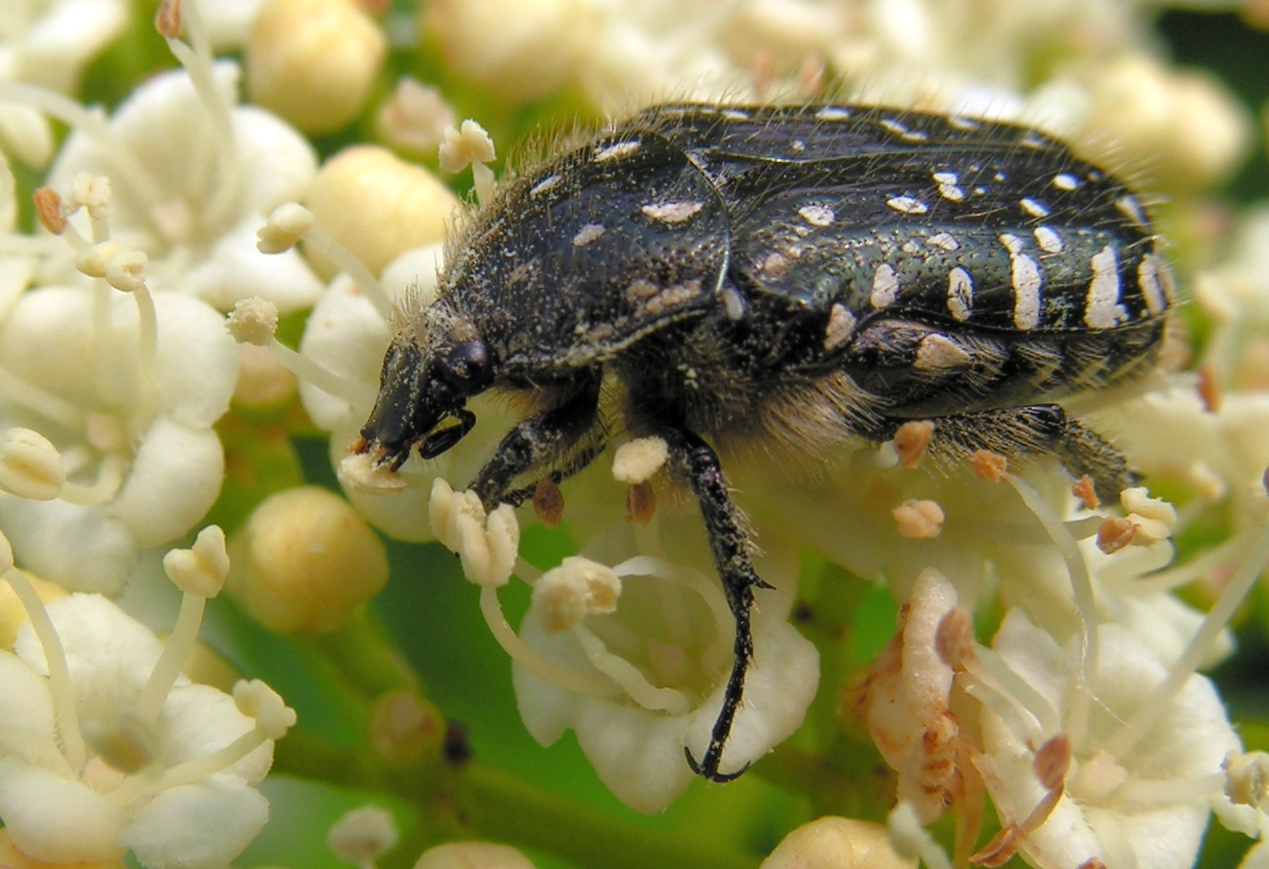
Бронзовка вонючая (Oxythyrea funesta), опыляющая цветки Калина обыкновенная|калины обыкновенной (Viburnum opulus)

Опыле́ние — этап полового размножения семенных растений, процесс переноса пыльцы с пыльника на рыльце пестика (у покрытосеменных) или на семяпочку (у голосеменных).
При этом тычинки — мужские органы, а пестик (семяпочка) — женский, и из него при удачном оплодотворении может развиться семя.
Опыление чаще всего происходит при помощи животных или ветра. Около 80 % цветковых растений зависит от биотического опыления.

## Типы опыления

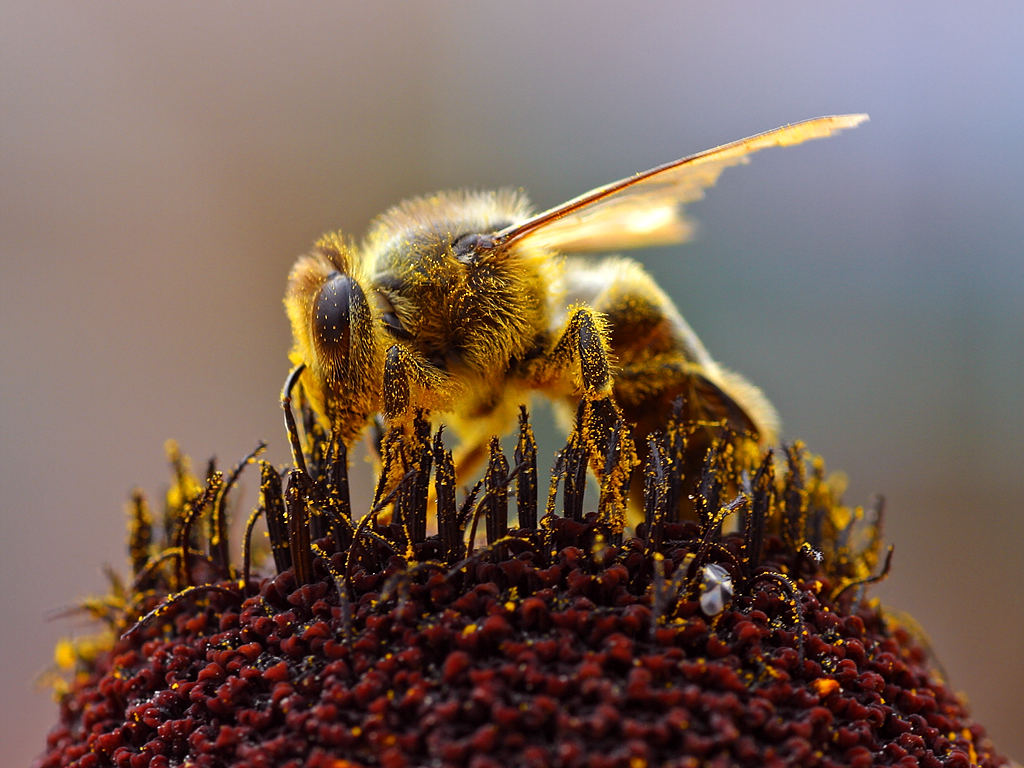
Медоносная пчела (Apis mellifera) в процессе опыления

Имеется два основных типа опыления: самоопыление, или автогамия (когда растение опыляется собственной пыльцой) и перекрёстное опыление, или аллогамия.
Перекрёстному опылению способствует разделение полов в цветке и распределение обоеполых и однополых цветков между растениями в популяции: однодомные и двудомные.
Перекрёстное опыление требует участия посредника, который бы доставил пыльцевые зёрна от тычинки к рыльцу пестика; в зависимости от этого различают следующие типы опыления:
- Биотическое опыление (при помощи живых организмов)
  - Энтомофилия — опыление насекомыми; как правило, это пчёлы, осы, иногда — муравьи (Hymenoptera), жуки (Coleoptera), бабочки (Lepidoptera), а также мухи (Diptera). Пыльца цветков, как правило, крупная и очень клейкая. Некоторые виды растений (например, лютики) имеют чашевидную форму цветка, чтобы залезшее в него насекомое «пачкалось» о пыльцу, улучшая процесс опыления.
  - Зоофилия — опыление при помощи позвоночных животных: птицами (орнитофилия, агентами опыления выступают такие птицы как колибри, нектарницы, медососы), летучими мышами (хироптерофилия), грызунами, некоторыми сумчатыми (в Австралии), лемурами (на Мадагаскаре).
  - Искусственное опыление — перенесение пыльцы с тычинок на пестики цветков при посредстве человека[5].

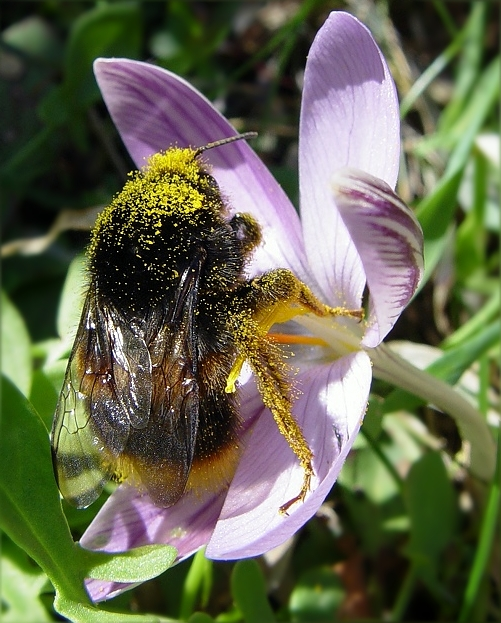
Шмель, перепачканный в пыльце, на цветке крокуса

Опыление некоторых растений из семейства Рдестовые иногда осуществляется с помощью улиток.
Животные, которые осуществляют опыление, называются опылителями.
- Абиотическое опыление
  - Анемофилия — опыление с помощью ветра, очень распространено у злаков, большинства хвойных и многих лиственных деревьев[6].
  - Гидрофилия — опыление при помощи воды, распространено у водных растений[7]. Небольшой процент растений опыляются с помощью дождя[8]

Около 80,4 % всех видов растений имеют биотический тип опыления, 19,6 % опыляются при помощи ветра.
Гейтоногамия — соседственное опыление, одна из форм самоопыления, опыление рыльца пестика одного цветка пыльцой другого цветка того же растения.

### По отношению растений к опылителям
По отношению растений к имеющемуся спектру опылителей выделяют:
- эуфилия — способность к опылению широким спектром специализированных опылителей;
- олигофилия — приспособленность к опылению несколькими родственными таксонами или опылителями одной жизненной формы;
- монофилия — опыление одним видом насекомых;

С другой стороны выделяют следующие уровни приспособленности насекомых к опылению тех или иных растений:
- полилектия — способность посещать широкий спектр растений различных семейств;
- олиголектия — способность посещать ограниченную группу растений, как правило, представителей одного семейства или растений с одним типом цветка;
- монолектия — облигатное посещение для питания одного вида или рода растений;

Мир — не только руки, встретившиеся в рукопожатии, это даже не голубь, несущий в клюве оливковую ветвь. Мир — это пчела, сидящая на цветке.
В. А. Солоухин

## Синдром опыления
Синдром опыления — это набор признаков и характеристик цветка, которые привлекают определенный тип опылителей (например, насекомых, птиц, летучих мышей) или обеспечивают эффективное абиотическое опыление (вода, ветер). Эти признаки, такие как форма, цвет, запах, нектар и структура цветка, тесно связаны с предпочтениями опылителей и помогают растению успешно размножаться.

## Некоторые примеры разных типов опыления
Томаты (факультативное самоопыление) — цветки имеют и пестики, и тычинки. Тычинки срослись так, что в большинстве случаев пестик оплодотворяется собственной пыльцой.
Тополь и облепиха — двудомные растения: на мужских деревьях имеются только цветки с пыльцой, а плоды дают женские деревья (у тополя — растения, с которых летит «пух», то есть семена с волосками). Если выращивать из черенков только мужские тополя, то можно избавиться от пуха.
У облепихи нужно обращать внимание на то, что плоды дают только женские кусты, но если поблизости не будет мужского куста облепихи, то и женское растение не сможет дать плодов. Обычно на 10 женских кустов достаточно одного мужского.
Кукуруза — однодомное растение с однополыми цветками. Мужские цветки собраны на верхушке в соцветие метёлку, женские — в соцветие початок в пазухах листьев.
Также однодомными растениями с однополыми цветками являются тыквенные — огурцы, тыква и т. п. У них на одном растении формируются цветки разного типа, хотя внешне и не так сильно отличающиеся. Но мужские цветки после опыления отмирают и опадают. Из женских в случае оплодотворения образуются плоды.